# Estação Pasco
A Estação Pasco é uma das estações do Metro de Buenos Aires, situada em Buenos Aires, entre a Estação Congreso e a Estação Alberti. Faz parte da Linha A.
Foi inaugurada em 01 de dezembro de 1913. Localiza-se no cruzamento da Avenida Rivadavia com a Rua Pasco e a Rua José E. Uriburu. Atende o bairro de Balvanera.
Nas proximidades da estação se encontra um centro comercial importante. Nesta semi-estação apenas podem desembarcar ou embarcar os passageiros que viajem em direção para Plaza de Mayo, já que a estação Pasco sur foi fechada em 1951.
Em 1997 esta estação foi declarada monumento histórico nacional.